# Теорія емоцій Джеймса — Ланге
Теорія емоцій Джеймса — Ланге — гіпотеза про походження та природу емоцій. Теорія засновується на тому, що емоції є наслідком усвідомлення людиною рефлекторних фізіологічних змін в організмі.
Замість того, щоб відчувати емоції й наступні фізіологічні (тілесні) реакції, теорія припускає, що фізіологічні зміни є первинними, а емоції проявляються тоді, коли мозок реагує на інформацію, отриману через нервову систему організму. Тобто, відповідно цій теорії, емоційне переживання — це сукупність відчуттів, які відбулися внаслідок фізіологічних змін. Це одна з найраніших теорій емоцій, які розглядає сучасна психологія. Її розробили незалежно один від одного двоє вчених у 1880—1890 роках: Уільям Джеймс та Карл Ланге.

## Історія
У 1884 році журнал Mind опублікував статтю Вільяма Джеймса «Що таке емоція». У статті він писав: «Звичайно прийнято думати, що в грубих формах психічне враження, сприйняте від даного об'єкта, викликає в нас душевний стан, званий емоцією, а остання тягне за собою відомий тілесний прояв. Відповідно до моєї теорії, навпаки, тілесне збудження слід за сприйняттям викликав його факту, і усвідомлення нами цього порушення тоді як воно відбувається і є емоція». Порівнюючи емоції та інстинкти, він дійшов висновку, що емоції — це прагнення організму відчувати, а інстинкти — це спонукання до дії за наявності дратівливого чинника.
Лікар Карл Ланге розробив аналогічну ідею незалежно від Вільяма Джеймса у 1885 году. Обидві теорії визначають, що емоції є наслідком фізіологічних змін, викликаних подразником, але зосереджені різних аспектах емоцій. Хоча Джеймс дійсно говорив про фізіологію, пов'язану з емоціями, він був більше зосереджений на усвідомленні емоцій та їх переживання. Наприклад, людина сумує, бо плаче, відчуває гнів, бо тремтить, а не навпаки. Карл Ланґе переосмислив теорію Джеймса. Він пов'язує емоції з судинно-рухової системою: станом іннервації та просвітом судин і трактує їх як суб'єктивні утворення, що виникають внаслідок нервового збудження. Проте обидва погодилися, що якщо виключити фізіологічні відчуття, то не буде жодного емоційного досвіду.
Відповідно до цієї теорії, у людини є можливість керувати своїми внутрішніми почуттями та емоціями. Здійснюючи фізичні дії, характерні для тієї чи іншої емоції, людина почне це осягати і відчувати.

## Критика
Рання критика.
З моменту створення теорії науковці знайшли докази того, що не всі аспекти цієї теорії є релевантними та істинними. Ця теорія була піддана критиці в 1920-х рр. психологами на ім'я Уолтер Кеннон і Філіп Бард, які розробили альтернативну теорію емоцій, відому як теорія Кеннона — Барда, в якій фізіологічні зміни йдуть в результаті почуттів та емоцій. Уолтер Кеннон зазначив, що емоційні зміни у організмі людини відбуваються після фізичних реакцій, а до них. Кеннон також підкреслював, що вісцеральні реакції виникають як за відчуття безлічі різних емоцій, і відсутність їх. Наприклад, ті ж вісцеральні реакції, такі як збільшення частоти серцевих скорочень, пітливість, розширення зіниць, а також викиду адреналіну можуть бути пов'язані з почуттям страху або гніву. Тим не менш, вони також пов'язані з такими станами, як гарячка, почуття холоду та утруднення дихання. Кеннон стверджував, що вісцеральні реакції є повільними та недостатньо чутливими, щоб викликати емоційну реакцію, тобто відбувається велика затримка між стимуляцією нутрощів та фізіологічною реакцією.
Сучасна критика
Ліза Фельдман Барретт вказує на те, що при тестуванні цієї теорії електричною стимуляцією, немає відповіді та взаємнооднозначної відповідності між поведінкою та категорією емоцій. «Стимулювання однієї й тієї ділянки у результаті дає різні психічні реакції залежно від попереднього стану людини, і навіть безпосереднього контекста». Вона робить висновок, що відбувається велика реакція, коли людина відчуває емоції, ніж просто фізіологічно імітує їх: має відбутися деяка обробка між фізіологічною реакцією та сприйняттям емоцій.
Барретт також каже, що випробування емоцій має суб'єктивний характер. Немає ніякого способу для того, щоб розпізнати, чи відчуває людина сум, гнів чи щось інше, не покладаючись на сприйняття емоцій. З іншого боку, люди який завжди виявляють емоції, використовуючи одні й самі моделі поведінки. Вона каже, що емоції є складнішим явищем, ніж просто фізичні відчуття.